# フランク・ゴア
フランク・ゴア（Franklin Gore Sr.、1983年5月14日 – ）は、ナショナルフットボールリーグ（NFL）でプレーしたアメリカンフットボールのランニングバック（RB）である。キャリアの大部分をサンフランシスコ・フォーティナイナーズ（49ers）でプレーした。2022年シーズン開始時点で、通算ラッシングヤードでNFL歴代3位にランクされている。RBという損耗の激しいポジションながら16シーズンにわたって活躍し、このポジションでの出場試合数はリーグ歴代最多である。
ゴアはマイアミ大学でアメリカンフットボールをプレーし、2005年のNFLドラフトの3巡目で49ersに選ばれた。49ersでの10シーズンの間にチームのラッシングヤード記録を塗り替え、プロボウルに5回選出された。2006年シーズンにラッシングヤードでナショナル・フットボール・カンファレンス（NFC）を率いた。2012年シーズンには第47回スーパーボウルに出場。2014年シーズンを最後に49ersを離れ、インディアナポリス・コルツ、マイアミ・ドルフィンズ、バッファロー・ビルズ、ニューヨーク・ジェッツでプレーした。2020年、NFLによる2010年代のオールディケイドチームに選出された。

## プロ入りまで
ゴアはフロリダ州マイアミで生まれ、ココナッツ・グローブで育った。高校でフットボールチームのRBとして活躍し、スカラーシップを得てマイアミ大学に入学した。大学最初の年、ゴアはクリントン・ポーティス、ウィリス・マゲイヒーという将来のNFL選手らとキャリーを分け合いながらも62キャリーで562ヤード、5タッチダウン（TD）、平均9.1ヤードを記録した。ゴアはスポーティングニュースによりビッグ・イースト・カンファレンス新人賞に選ばれた。2002年シーズンは左膝の前十字靭帯（ACL）損傷により治療に専念した。2003年のゴアは3つのゲームで100ヤードを超えるラッシングを見せその後の活躍が期待されたが、9月に再びACL損傷を負った。ゴアは2003年のシーズンを468ヤード、4TDで終了した。2004年ゴアはACLの負傷から復帰し、キャリー数、ラッシングヤード、ラッシングTDでチームをリードした。このシーズンは945ラッシングヤードと8ラッシングTDでシーズンを終えた。
大学での28試合の出場で、ゴアは380キャリー、1,975ヤード（平均5.7ヤード）と17TDを記録した。ゴアの1,975ヤードはチームの歴代7位、17TDは歴代10位であった。

### 大学での記録
| フランク・ゴア | フランク・ゴア | フランク・ゴア | ラッシング | ラッシング | ラッシング | ラッシング | パスレシーブ | パスレシーブ | パスレシーブ | パスレシーブ |
| シーズン       | チーム         | 試合数         | ラッシング | ヤード     | 平均       | TD         | レセプション | ヤード       | 平均         | TD           |
| -------------- | -------------- | -------------- | ---------- | ---------- | ---------- | ---------- | ------------ | ------------ | ------------ | ------------ |
| 2001           | マイアミ       | 11             | 62         | 562        | 9.1        | 5          | 1            | 14           | 14.0         | 0            |
| 2003           | マイアミ       | 5              | 89         | 468        | 5.3        | 4          | 12           | 105          | 8.8          | 0            |
| 2004           | マイアミ       | 12             | 197        | 945        | 4.8        | 8          | 10           | 106          | 10.6         | 0            |
| 通算           | 通算           | 28             | 348        | 1,975      | 5.7        | 17         | 23           | 225          | 9.8          | 0            |

## NFLでの活躍
2005年のNFLドラフトで、ゴアは3巡目、全体65位で49ersによって選出された。このドラフトで選ばれた6番目のRBであった。

### サンフランシスコ・フォーティナイナーズ

#### 2005年：ルーキーイヤー
2005年7月28日、ゴアはチームと3年間の契約を結んだ。2005年シーズンは14試合に出場、そのうち1試合でスターターを務めた。この年、127キャリーで608ヤード、3TD、15パスキャッチで131ヤードを記録した。平均獲得ヤード4.8ヤードはこの年のNFLプレーヤーの中で7位であった。ルーキーながらチームのリーディング・ラッシャーとなり、これはチーム史上1990年のデクスター・カーター以来のことであった。また、ゴアの608ヤードの記録は、1983年のロジャー・クレイグの725ヤード以来のチームルーキー記録となった。
このシーズン、ゴアは両肩関節唇の怪我を抱えながらプレーしていた。大学時代に2度の膝の故障に見舞われており、故障が多い選手と思われることを避けるため、またいかに自分がタフかを示すため、怪我を抱えながらもプレーした。シーズン終了後、両肩の手術を受けた。

#### 2006年：飛躍の年
2006年、ゴアはスターターとして最初のフルシーズンで、NFLのトップRBとして浮上した。このシーズン、ゴアは312キャリーで1,695ヤードを記録し、1998年のガリソン・ハーストの1,570ヤードを上回るフランチャイズ記録となった。また、全獲得ヤード2,180ヤード（ラッシュ1,695ヤード、レシーブ485ヤード）でフランチャイズ記録を樹立した。平均獲得ヤード5.4ヤードは、マイケル・ヴィック、モーリス・ジョーンズ=ドリューに次いでNFL全体で3位、49ers史上2位の好成績であった。このシーズンでゴアは最初のプロボウル選出を果たした。
シアトル・シーホークスとの初戦では、ゴアは24キャリーでキャリア最高の212ヤードを記録し、49ersの1ゲームでのラッシングヤード記録を樹立した。

#### 2007年シーズン

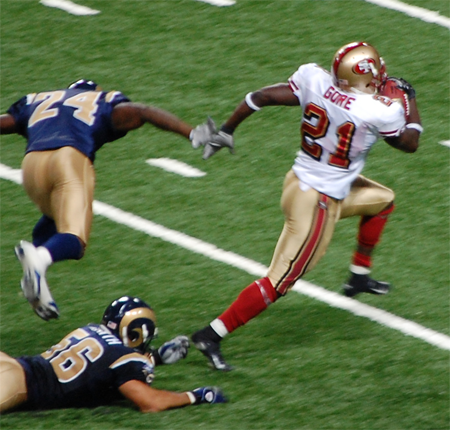
2007年、セントルイス・ラムズ戦のゴア

ゴアは2007年3月28日、4年2,800万ドルの契約延長にサインした。またこの年の目標はエリック・ディッカーソンのシングルシーズン・ラッシング記録（2,105ヤード）を超えることだと発言した。
ゴアは7月30日のトレーニングキャンプで手を骨折し、プレシーズンを全休した。9月10日のアリゾナ・カージナルスとのレギュラーシーズン開幕戦には間に合った。このシーズン、キャリー260回で1,102ヤード、5TD、レシーブ53回、436ヤード、1TDであった。

#### 2008年シーズン
2008年シーズンはキャリー240回で1,036ヤード、6TD、レシーブ43回、373ヤード、2TDを記録し、49ers史上初めて3シーズン連続で1,000ヤード以上のラッシングヤードを記録したRBとなった。

#### 2009年シーズン

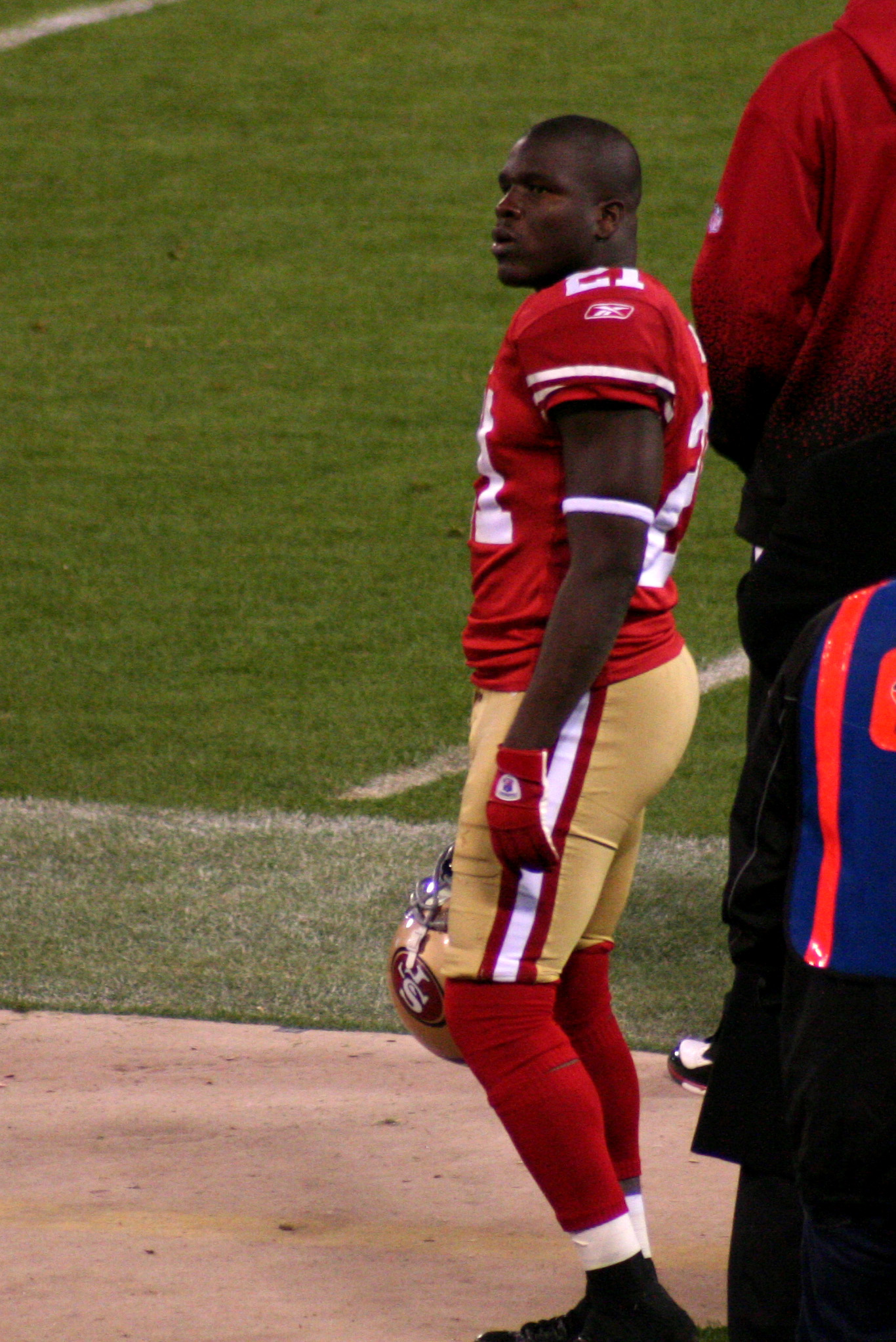
2009年、サイドラインのゴア

2009年シーズン、キャリー229回で1,120ヤード、10TD、レシーブ52回、406ヤード、3TDを記録した。ラッシングTD10回、スクリメージからのTD合計13回を記録はいずれもキャリアベスト更新となった。シーズン終了後、2010年プロボウルにスティーブン・ジャクソンの代替として選出された。
第2週のシアトル・シーホークス戦では79ヤードと80ヤードのTDランを含む計206ヤードのラッシングを記録し、殿堂入り選手バリー・サンダースと並んで1試合で75ヤード以上のTDを2回記録したNFL史上2人目の選手となった。

#### 2010年シーズン
2010年シーズンは怪我に見舞われ、11試合の出場でキャリー203回で853ヤード、3TD、レシーブ46回、452ヤード、2TDにとどまった。
第3週のカンザスシティ・チーフス戦では、レシーブ9回、102ヤードを記録し、キャリアで唯一100レシーブヤードを超えた試合となった。

#### 2011年シーズン
2011年8月30日、3年総額2,590万ドルの契約延長に合意した。
この年から49ersはジム・ハーボーを新ヘッドコーチに迎えた。ランニングゲーム、パッシングゲーム、ディフェンスが効果的に機能し、レギュラーシーズンを13勝3敗で終え地区優勝、第2シードでプレーオフへ進出した。レギュラーシーズンのゴアは282キャリーで1,211ヤード、8TDを記録した。
第13週のセントルイス・ラムズ戦で、ジョー・ペリーの持つ8,689ヤードを超え49ersの歴代リーディングラッシャーとなった。
プレーオフでは、ディビジョンラウンドでニューオーリンズ・セインツに勝利したが、NFCチャンピオンシップゲームではニューヨーク・ジャイアンツに敗れた。この年、プレーヤーが選ぶNFLトップ100プレーヤー28位にランクインした。

#### 2012年シーズン
2012年レギュラーシーズン、ゴアは全16試合に先発出場し、キャリー258回で1,214ヤード、8TD、レシーブ28回、234ヤード、1TDと活躍した。また、4回目の出場となるプロボウルにも選出された。
チームはコリン・キャパニックの活躍により11勝4敗1分の好成績で地区優勝を飾り、第2シードでプレーオフ出場となった。ディビジョナルラウンドでのグリーンベイ・パッカーズとの対戦では、ラッシングで119ヤード、1TDを決め勝利に貢献した。NFCチャンピオンシップゲームは第1シードのアトランタ・ファルコンズとの対戦となり、49ersが28–24で勝利し1994年以来のスーパーボウル出場を決めた。ゴアはラッシングで90ヤード、2TDを記録した。
第47回スーパーボウルは、ジョン・ハーボー率いるボルチモア・レイブンズとの対戦となった。兄弟ヘッドコーチの対決となり、「ハーボウル」と呼ばれ話題となった。ゴアはキャリー19回、110ヤード、1TDと活躍した。49ersは途中22点差をつけられながらも懸命に追い上げ第4クォーターには2点差まで迫った。相手のフィールドゴールにより5点差となったが、残り時間3分を切ったところでゴアはピストル隊形からランを繰り出し、サイドラインを駆け上がりあわやTDというところまで迫った。7ヤード地点で相手ラインバッカーによりサイドラインへ押し出されたが33ヤードのゲインとなった。しかしこの後のプレーで49ersはTDを奪うことができず、結果は34–31でボルチモア・レイブンズの勝利となった。ゴアはこの年のプレーオフで63キャリーで319ヤード、4TDと活躍した。
ゴアは、2013年のNFLトップ100プレーヤーで32位にランクインした。
第15週のニューイングランド・ペイトリオッツ戦では、QBキャパニックがゴアにボールを渡す前にファンブルしたが、ゴアがそれを拾い上げエンドゾーンまで走りTDとなった。記録上はキャパニックのファンブルとゴアのファンブルリカバーTDであり、ゴアのキャリアで唯一のラッシング、パスレシーブ以外のTDとなった。

#### 2013年シーズン

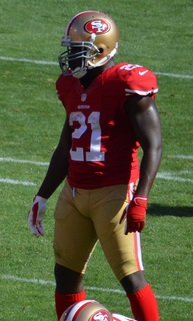
2013年のゴア

30歳で迎えたこのシーズン、ゴアは100ヤードゲームを3回達成し、キャリー279回で1,128ヤード、9TD、レシーブ16回、141ヤードを記録した。
チームは12勝4敗でNFC西地区2位で第5シードを獲得し、3年連続でプレーオフに進出した。ワイルドカードラウンド、ディビジョナルラウンドと勝ち進みNFCチャンピオンシップを迎えたが、シーホークスに惜しくも敗れた。ゴアはプレーオフで48キャリーで164ヤード、1TDの成績であった。

#### 2014年シーズン
このシーズン、キャリー255回で1,106ヤード、4TD、レシーブ11回、111ヤード、1TDを記録した。
シーズン開幕戦のダラス・カウボーイズ戦で66ヤードを記録し、史上29人目のキャリア1万ラッシングヤード達成RBとなった。
この年を最後に49ersを去ることとなった。49ersでは10年の在籍で1,000ヤード以上を記録すること8回、ラッシング11,073ヤード、64TD、平均4.5ヤードとチーム史に残る成績であった。

### インディアナポリス・コルツ

#### 2015年シーズン
2015年3月10日、ゴアはインディアナポリス・コルツと3年総額1,200万ドルの契約にサインした。
2015年、ゴアは260キャリーで967ヤード、6TD、レシーブ34回、267ヤード、1TDの成績であった。QBマット・ハッセルベックのキャリア最後の試合となったマイアミ・ドルフィンズ戦では、15回のキャリーで85ラッシングヤード、2TDを記録し勝利に貢献した。
シーズン終了時点でラッシングヤード数は歴代15位となり、この時点のNFL現役選手の通算ラッシングヤード首位となった。

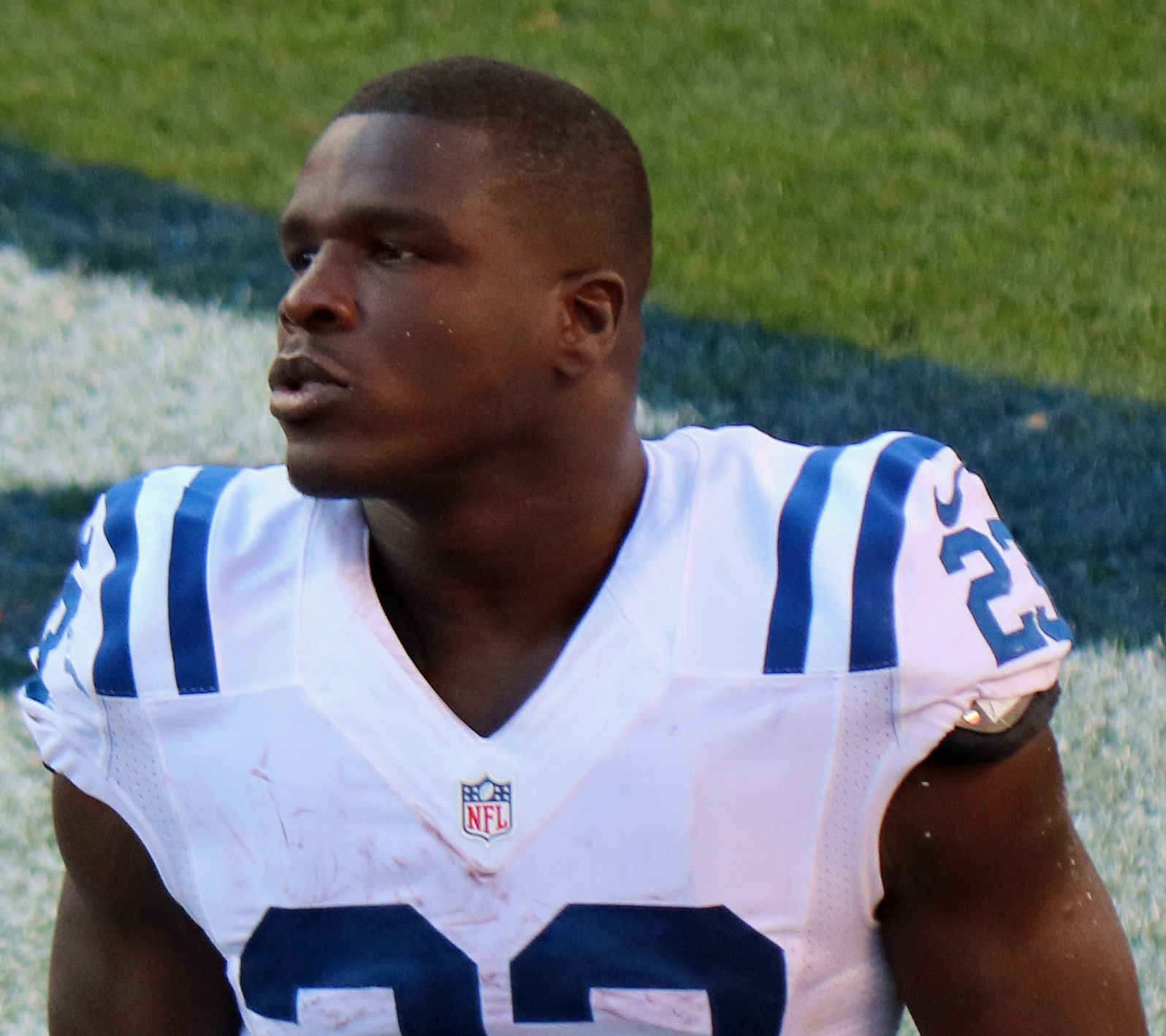
2016年、デンバー戦でのゴア

#### 2016年シーズン
2016年シーズン、ゴアはキャリー263回で1,025ヤード、8TDに加え、レシーブ38回、277ヤード、4TDを記録した。
第6週のヒューストン・テキサンズ戦では、22回のキャリーで106ヤードを走破し、チームとして55試合ぶりの100ヤードラッシャーとなった。
第8週のチーフス戦で、ゴアはテレル・オーウェンス、マービン・ハリソン、ティム・ブラウン、クリス・カーター、ジェリー・ライス、ドン・ハトソンと並ぶTD5回以上のシーズン連続記録（11回）を達成した。
プロフットボール殿堂入りのエミット・スミス（11）、カーティス・マーティン（10）、ウォルター・ペイトン（10）、バリー・サンダース（10）と並び、9シーズンで1,000ヤードをラッシュした選手となった。
33歳になってから1,000ヤードの大台に乗ったNFL史上4人目のプレーヤーとなった。
2017年2月、フェアプレー、対戦相手への敬意、競技における誠実さなど、ゴアの競技場における優れたスポーツマンシップが認められ、アート・ルーニー賞を受賞した。

#### 2017年シーズン
2017年、ゴアは先発RBとして全試合に出場し、261キャリーで961ヤード、3TDを記録した。エミット・スミス、ウォルター・ペイトン、バリー・サンダース、カーティス・マーティンに続く、NFL史上5人目のキャリア通算14,000ラッシングヤード獲得選手となった。
2018年3月1日、コルツはゴアと再契約しないことを発表した。

### マイアミ・ドルフィンズ
2018年3月22日、ゴアは地元チームであるマイアミ・ドルフィンズと1年1,105,000ドルの契約にサインした。
このシーズン、ゴアはRBケニヤン・ドレイクとキャリーを分け合いながらも、キャリー数、ラッシングヤードでチームトップとなり、キャリー156回で722ヤード、レシーブ12回、124ヤード、1TDを記録した。2018年シーズンはキャリアで初めてラッシングTDを記録しなかったシーズンとなった。

### バッファロー・ビルズ

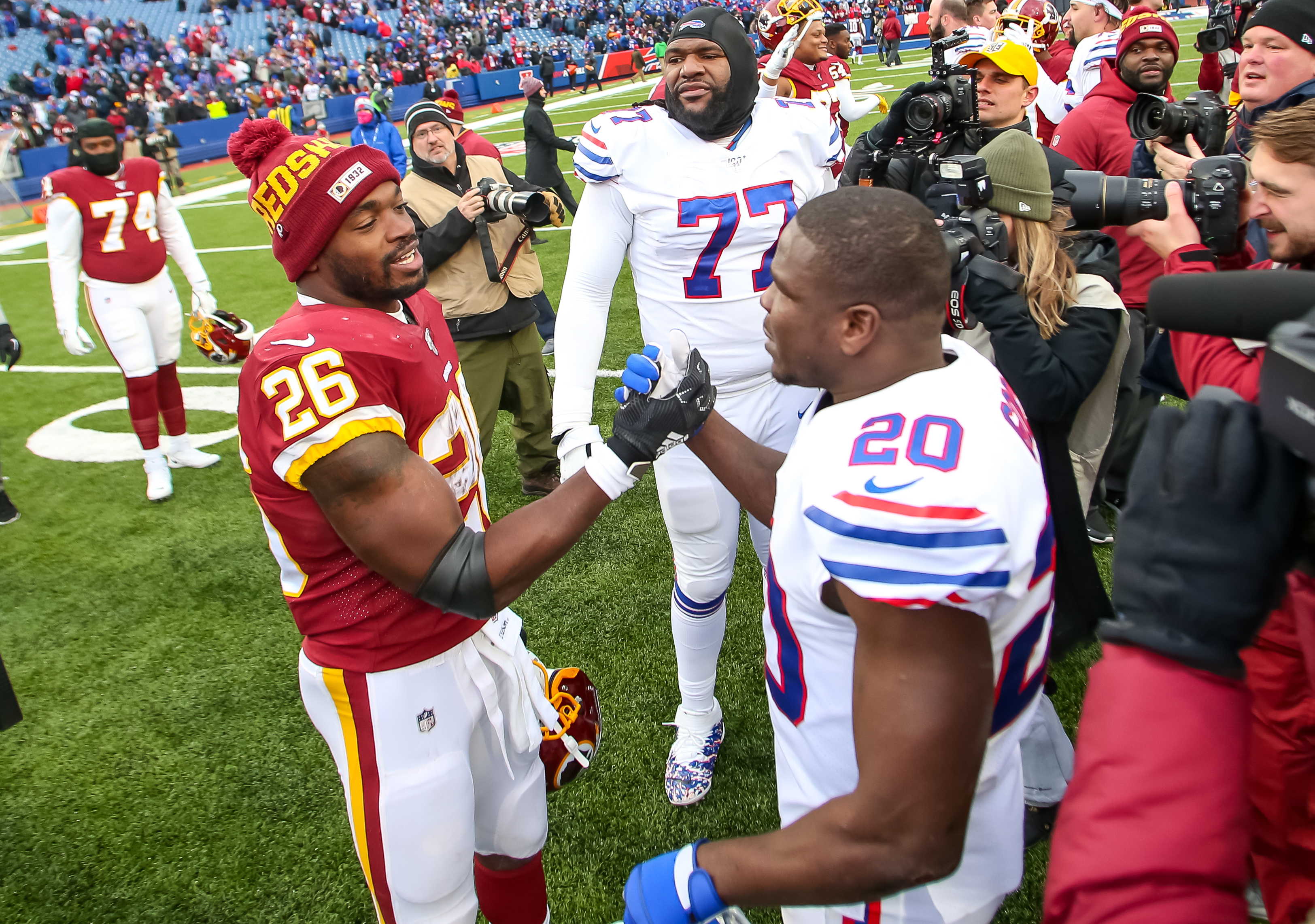
ワシントン・レッドスキンズ戦でのゴア

2019年3月13日、ゴアはバッファロー・ビルズと1年200万ドルの契約にサインした。
ゴアは2019年シーズン、16試合8先発、キャリー166回で599ヤード、2TDに加え、レシーブ13回、100ヤードを記録した。新人のデビン・シングレタリーとキャリーを分け合いながら、キャリー数でチームをリードする結果となった。
第4週のニューイングランド・ペイトリオッツ戦で、ゴアはキャリー17回で109ヤードを記録し、NFL史上4人目の15,000ヤード獲得選手となった。また、100ヤード以上を記録した選手としては、1978年のマッカーサー・レーンより61日若く、NFL史上2番目に高齢の選手となった。
第12週のデンバー・ブロンコス戦で、バリー・サンダースのキャリア通算15,269ヤードを超えて歴代3位となった。
チームは10勝6敗でAFC東地区2位となり、第5シードでプレーオフ出場を果たした。ゴアにとって2013年シーズンの49ers時代以来のポストシーズン出場となった。ワイルドカードラウンドのヒューストン・テキサンズ戦では、ゴアはキャリー8回で22ヤードにとどまり、オーバータイムの末敗れた。
オフシーズン、ゴアは2010年代のプロフットボール殿堂オールディケイドチームに選出された。

### ニューヨーク・ジェッツ
2020年5月6日、ゴアはニューヨーク・ジェッツと1年契約を結んだ。
このシーズン、ゴアは187キャリーで653ヤード、２TDを記録し、チームのリーディングラッシャーとなった。
第15週、ゴアはロレンゾ・ニールを抜き、RBのNFL最多試合出場記録を樹立した。

### 引退
2022年6月2日、ゴアは49ersと1日契約を結び、引退を発表した。レギュラーシーズン通算16,000ラッシングヤードでキャリアを終えた。

## ボクシング・デビュー
フットボールのキャリアを終えたゴアはボクシングに挑戦している。
ヘビー級のカテゴリーで、まず2021年に元NBA選手のデロン・ウィリアムスとエキシビションマッチを行った。
2022年5月14日にプロデビューし、オラシインデ・オロルンソラにノックアウトで勝利した。

## NFLでの成績

### レギュラーシーズン
| 年   | チーム | ゲーム | ゲーム | ラン     | ラン   | ラン | ラン | ラン | パス     | パス   | パス | パス | パス | ファンブル | ファンブル | その他のTD |
| 年   | チーム | 出場   | 先発   | キャリー | ヤード | 平均 | 最長 | TD   | レシーブ | ヤード | 平均 | 最長 | TD   | 全体       | 喪失       | その他のTD |
| ---- | ------ | ------ | ------ | -------- | ------ | ---- | ---- | ---- | -------- | ------ | ---- | ---- | ---- | ---------- | ---------- | ---------- |
| 2005 | SF     | 14     | 1      | 127      | 608    | 4.8  | 72T  | 3    | 15       | 131    | 8.7  | 47   | 0    | 2          | 2          | —          |
| 2006 | SF     | 16     | 16     | 312      | 1,695  | 5.4  | 72   | 8    | 61       | 485    | 8.0  | 39   | 1    | 6          | 5          | —          |
| 2007 | SF     | 15     | 15     | 260      | 1,102  | 4.2  | 43T  | 5    | 53       | 436    | 8.2  | 23T  | 1    | 4          | 3          | —          |
| 2008 | SF     | 14     | 14     | 240      | 1,036  | 4.3  | 41T  | 6    | 43       | 373    | 8.7  | 26   | 2    | 6          | 3          | —          |
| 2009 | SF     | 14     | 14     | 229      | 1,120  | 4.9  | 80T  | 10   | 52       | 406    | 7.8  | 48   | 3    | 4          | 2          | —          |
| 2010 | SF     | 11     | 11     | 203      | 853    | 4.2  | 64   | 3    | 46       | 452    | 9.8  | 41   | 2    | 4          | 2          | —          |
| 2011 | SF     | 16     | 15     | 282      | 1,211  | 4.3  | 55   | 8    | 17       | 114    | 6.7  | 13   | 0    | 2          | 2          | —          |
| 2012 | SF     | 16     | 16     | 258      | 1,214  | 4.7  | 37   | 8    | 28       | 234    | 8.4  | 26   | 1    | 2          | 1          | 1          |
| 2013 | SF     | 16     | 16     | 276      | 1,128  | 4.1  | 51   | 9    | 16       | 141    | 8.8  | 29   | 0    | 3          | 3          | —          |
| 2014 | SF     | 16     | 16     | 255      | 1,106  | 4.3  | 52T  | 4    | 11       | 111    | 10.1 | 55T  | 1    | 2          | 2          | —          |
| 2015 | IND    | 16     | 16     | 260      | 967    | 3.7  | 37T  | 6    | 34       | 267    | 7.9  | 34   | 1    | 4          | 3          | —          |
| 2016 | IND    | 16     | 16     | 263      | 1,025  | 3.9  | 22   | 4    | 38       | 277    | 7.3  | 49   | 4    | 2          | 1          | —          |
| 2017 | IND    | 16     | 16     | 261      | 961    | 3.7  | 21   | 3    | 29       | 245    | 8.4  | 26   | 1    | 3          | 0          | —          |
| 2018 | MIA    | 14     | 14     | 156      | 722    | 4.6  | 39   | 0    | 12       | 124    | 10.3 | 24   | 1    | 1          | 0          | —          |
| 2019 | BUF    | 16     | 8      | 166      | 599    | 3.6  | 41   | 2    | 13       | 100    | 7.7  | 18   | 0    | 0          | 0          | —          |
| 2020 | NYJ    | 15     | 14     | 187      | 653    | 3.5  | 17   | 2    | 16       | 89     | 5.6  | 9    | 0    | 1          | 1          | —          |
| 通算 | 通算   | 241    | 218    | 3,735    | 16,000 | 4.3  | 80T  | 81   | 484      | 3,985  | 8.2  | 55   | 18   | 47         | 31         | 1          |

### ポストシーズン
| 年   | チーム | ゲーム | ゲーム | ラン     | ラン   | ラン | ラン | ラン | パス     | パス   | パス | パス | パス | ファンブル | ファンブル |
| 年   | チーム | 出場   | 先発   | キャリー | ヤード | 平均 | 最長 | TD   | レシーブ | ヤード | 平均 | 最長 | TD   | 全体       | 喪失       |
| ---- | ------ | ------ | ------ | -------- | ------ | ---- | ---- | ---- | -------- | ------ | ---- | ---- | ---- | ---------- | ---------- |
| 2011 | SF     | 2      | 2      | 29       | 163    | 5.6  | 42   | 0    | 13       | 83     | 6.4  | 24   | 0    | 1          | 0          |
| 2012 | SF     | 3      | 3      | 63       | 319    | 5.1  | 33   | 4    | 2        | 48     | 24.0 | 45   | 0    | 0          | 0          |
| 2013 | SF     | 3      | 3      | 48       | 164    | 3.4  | 39   | 3    | 3        | 36     | 12.0 | 17   | 0    | 0          | 0          |
| 2019 | BUF    | 1      | 1      | 8        | 22     | 2.8  | 14   | 0    | 0        | 0      | 0    | 0    | 0    | 0          | 0          |
| 通算 | 通算   | 9      | 9      | 148      | 668    | 4.5  | 42   | 7    | 18       | 167    | 9.3  | 45   | 0    | 1          | 0          |

## 記録

### NFL記録
- スクリメージ1,200ヤードを達成した最多シーズン：12[80]
- 最多連続500ヤードラッシング：16回[81]
- 連続600ヤード以上ラッシング：14回
- 700ヤード以上連続出場：13回（エミット・スミスと同数）
- NFLランニングバック通算最多試合数：241試合

### 49ersフランチャイズ記録
- キャリア最多ラッシングヤード 11,073[82]
- 1試合最多ラッシングヤード：212ヤード（2006年第11週）[83]
- シーズン最多100ヤードゲーム：9回（2006年）[84]
- 3試合最多ラッシングヤード：505ヤード（2006年第10週–第12週）
- 最多連続100ヤード獲得試合 5回（2011年第4週–第9週）
- 1シーズン最多ラッシングヤード：1,695ヤード（2006年）[85]
- シーズン最多スクリメージヤード：2,180ヤード（2006年）[86]

## 私生活

### フランク・ゴア・ジュニア
ゴアの長男フランク・ゴア・ジュニアは、マイアミ大学在学中の2002年に誕生した。ジュニアも父親同様RBとしてカレッジフットボールで活躍している。2020年11月22日、ジュニアはテキサス大学サンアントニオ校との試合で51ヤードのTDを決めた。短いパスから、数人のディフェンダーをかわながら大部分をランで稼いだTDであった。その翌日、ゴア・シニアがジェッツのメンバーとして初めてのTDを記録し、親子そろってTDを決めた週末となった。 

### フランク・ゴアの日
2018年4月12日、故郷マイアミのチームであるドルフィンズの一員となったゴアに対し、マイアミ市長のフランシス・スアレスは「マイアミ市への鍵（Keys to the City）」を授与した。スアレス市長は「マイアミの魂の象徴であり、私たちの街の産物であり、何世代にもわたって多くの家族が一緒に育ってきたこの地域の産物である」とゴアを称賛した。ゴアは会場にいる家族や友人にも起立を促し、ともに拍手を受けた。子供の頃にベッドルームひとつのアパートで12人と一緒に育ったことを述懐し、人生のあらゆる苦難を共にした人々に感謝し、敬意を表することが同様に重要であると述べた。スアレス市長は4月12日を「フランク・ゴアの日」と宣言した。

## ボクシングの戦績

### プロボクシングの戦績
| No. | 結果 | 戦績 | 対戦相手                   | 内容         | ラウンド | 日付          | 場所                                                | 備考           |
| --- | ---- | ---- | -------------------------- | ------------ | -------- | ------------- | --------------------------------------------------- | -------------- |
| 1   | 勝利 | 1–0  | オラシインデ・オロルンソラ | ノックアウト | 4        | 2022年5月14日 | ビロクシ・コミュニティセンター ミシシッピ州ビロクシ | プロデビュー戦 |

### エキシビションボクシングの記録
| No. | 結果 | 戦績 | 対戦相手             | 内容 | ラウンド | 日付           | 場所                                | 備考   |
| --- | ---- | ---- | -------------------- | ---- | -------- | -------------- | ----------------------------------- | ------ |
| 1   | 敗北 | 0–1  | デロン・ウィリアムス | 判定 | 4        | 2021年12月18日 | アマリー・アリーナ フロリダ州タンパ | [ 91 ] |